# Departamento de Curicó
El departamento de Curicó fue una antigua división territorial de Chile, departamento que perteneció inicialmente a la antigua provincia de Colchagua y, posteriormente, a la de Curicó y, de manera breve, a la de Talca. Su capital era Curicó. Fue creada en 1826 y suprimida 150 años después como parte del proceso de regionalización que impulsó la dictadura militar.

## Historia
El departamento fue creado, como parte de la antigua provincia de Colchagua, después de la puesta en marcha de las leyes federales que la crearon, el 31 de enero de 1826. La ley del 26 de agosto de 1865 crea la nueva provincia de Curicó, a partir del territorio del departamento colchagüino, y crea a partir de este el departamento de Vichuquén.
La ley 1.603 del 30 de junio de 1904 segrega varias de las comunas de este departamento, para conformar el nuevo departamento de Santa Cruz.
El decreto con fuerza de ley N.º 8582, del 30 de diciembre de 1927, lo traslada a la provincia de Talca, cuestión que es revertida recién el 27 de noviembre de 1936, cuando se restaura la provincia de Curicó junto con los departamentos de Curicó y Mataquito.

## Subdelegaciones
Aunque las subdelegaciones fueron inicialmente establecidas en Curicó por decreto del 2 de diciembre de 1833, un decreto del 24 de septiembre de 1874 establece como sus subdelegaciones:
Urbanas
- 1.° La Matriz
- 2.° Plaza de Armas
- 3.° Alameda
- 4.° El Mercado

Rurales
- 1.° El Romeral
- 2.° La Obra
- 3.° Los Niches
- 4.° El Guaico
- 5.° Resguardo
- 6.° La Quinta
- 7.° Teno
- 8.° Paredones de Auquinco
- 9.° Chépica
- 10.° Santa Cruz
- 11.° Quinahue
- 12.° Palquibudi
- 13.° Rauco
- 14.° Entre-Ríos
- 15.° Convento Viejo.

Hasta 1865 le integraban, además, las subdelegaciones:
- Vichuquén
- Llico
- Paredones
- Pumanque
- Nerquihue
- Lolol
- Culencó
- Alcántara
- La Huerta
- Licantén
- Iloca

## Comunas
El decreto del 22 de diciembre de 1891 crea, en el departamento de Curicó, las comunas:
- Santa Cruz, con el territorio de las subdelegaciones 10.° Quinahue y 11.° Santa Cruz;
- Teno, con las subdelegaciones rurales 1.°, 4.°, 5.° y 7.°;
- Rauco, con las subdelegaciones 12.° Palquibudí y 13.° Rauco;
- Chépica, con las subdelegaciones rurales 6.°, 8.° y 9.°;
- Tutuquén, con las subdelegaciones 14.° Entre-Ríos y 15.° Convento Viejo;
- y Curicó, con las restantes subdelegaciones

Un decreto del 13 de enero de 1897 creó la comuna de Upeo y, el 18 de junio de 1902, la comuna de Quinahue.
En 1925, el departamento era integrado por las comunas de Curicó, Romeral, Teno, Rauco y Tutuquén.
Los decretos con fuerza de ley N.º 8582 y 8583, del 30 de diciembre de 1927, fijan una nueva distribución territorial en el país. Así, el departamento de Curicó pasa a integrar la provincia de Talca, con las comunas de:
- Curicó, subdelegaciones urbanas 1.° a 4.°; rurales 2.°, 3.°, 10.° y 11.°;
- Romeral, subdelegaciones rurales 1.°, 4.° y 5.°
- Teno, subdelegaciones 6.° y 7.°
- Rauco, subdelegaciones 8.° y 9.°

El 1 de enero de 1976 se pone en marcha la regionalización, impulsada por la dictadura militar, significando el fin del departamento y sus antiguas subdelegaciones.